# Malicorne (gruppo musicale)
I Malicorne era un gruppo musicale francese di musica folk, attivo negli anni settanta ed ottanta.
Il gruppo fu fondato da Gabriel Yacoub e Marie Sauvet (ex sposa di Gabriel Yacoub e conosciuta anche come Marie Yacoub o Marie de Malicorne): i due inizialmente pubblicarono Pierre de Grenoble (1973). Ad essi si aggiunsero poi Hughes de Courson e Laurent Vercambre. Il nome deriva da Malicorne-sur-Sarthe, un comune del Paese della Loira.
Gabriel Yacoub faceva parte del gruppo di Alan Stivell ma, secondo le sue asserzioni, preferì cantare canzoni tradizionali del patrimonio francofono piuttosto che di quello bretone e gaelico, e quindi lasciò quel gruppo per fondare i Malicorne.
L'influenza del gruppo nel mondo folk degli anni settanta in Francia, insieme a gruppi più tradizionali come La Bamboche e il gruppo di Alan Stivell, fu importante.
Il gruppo si caratterizza per l'impiego contemporaneo di strumenti folk (ghironda, nyckelharpa, dulcimer) ed elettroacustici (chitarra elettrica) o comunque moderni (batteria). Gli arrangiamenti sono complessi e ricercati, nella ricerca di una sintesi tra sonorità antiche e moderne. Spiccano le voci di Gabriel e Marie Yacoub: i loro canti a cappella sono riuniti nel disco Vox (1996).

## Discografia
- 1974 - Malicorne (conosciuto anche come Malicorne I o Colin)
- 1975 - Malicorne (conosciuto anche come Malicorne II o Le mariage anglais)
- 1976 - Almanach
- 1977 - Malicorne (conosciuto anche come Malicorne IV o Nous sommes chanteurs de sornettes)
- 1978 - L'Extraordinaire Tour de France d'Adélard Rousseau, dit Nivernais la clef des cœurs, Compagnon charpentier du devoir
- 1979 - Le Bestiaire
- 1981 - Balançoire en feu
- 1986 - Les Cathédrales de l'industrie

### Dal vivo
- 1979 - En public (concerto a El Casinò di Montreal, 2 e 3 settembre 1978)
- 2011 - Concert exceptionnel aux Francofolies de La Rochelle (concerto del 15 luglio 2010 a La Rochelle; 1 CD e 1 DVD)

### Raccolte
- 1977 - Quintessence
- 1989 - Légende, deuxième époque
- 1996 - Vox
- 2005 - Marie de Malicorne (canzoni interpretate da Marie Sauvet-Yacoub)